# ویکتور شندروویچ
ویکتور آناتولیِویچ شندِروویچ (روسی: Ви́ктор Анато́льевич Шендеро́вич؛ زادهٔ ۱۵ اوت ۱۹۵۸) فیلم‌نامه‌نویس، فعال حقوق بشر، سیاست‌مدار و مجری رادیو اهل کشور روسیه است. وی در روسیه شخص محبوبی است. وی در سال ۲۰۰۶ کتابی با موضوع کاندید شدنش برای دوما را منتشر کرد.